# هیکاری کاجیوارا
هیکاری کاجیوارا (انگلیسی: Hikari Kajiwara؛ زادهٔ ۲۱ دسامبر ۱۹۹۲) بازیگر اهل ژاپن است.
از فیلم‌ها یا برنامه‌های تلویزیونی که وی در آن نقش داشته‌است می‌توان به ماهی گرمسیری سرد اشاره کرد.